# Arca mutabilis
Arca mutabilis är en musselart som beskrevs av Sowerby 1833. Arca mutabilis ingår i släktet Arca och familjen Arcidae. Inga underarter finns listade i Catalogue of Life.